# Neuseeländische Badmintonmeisterschaft 1950
Die Neuseeländische Badmintonmeisterschaft 1950 fand in Christchurch statt. Es war die 17. Austragung der Badmintonmeisterschaften von Neuseeland. 	

## Titelträger
| Disziplin    | Sieger                      |
| ------------ | --------------------------- |
| Herreneinzel | Phil Hawksworth             |
| Dameneinzel  | M. Potts                    |
| Herrendoppel | Paul Skelt L. Rankin        |
| Damendoppel  | Heather Redwood Val Johnson |
| Mixed        | Phil Hawksworth M. Potts    |